# Mała Studnia Szpatowców
Mała Studnia Szpatowców – schronisko w skałach Dudnik we wsi Podlesice w województwie śląskim, powiecie zawierciańskim, w gminie Kroczyce. Pod względem geograficznym jest to obszar Wyżyny Ryczowskiej, będącej częścią Wyżyny Częstochowskiej w obrębie Wyżyny Krakowsko-Częstochowskiej.
Schronisko znajduje się w odległości 20 m na wschód od ogrodzonego i oznakowanego otworu Studni Szpatowców. Rozpoczyna się otworem studni znajdującym się bezpośrednio na poziomie gruntu. Otwór ma wymiary 1,7 × 3,5 m, ku dołowi rozszerza się tak, że przy dnie osiąga wymiary 3,5 × 8 m. Ściany studni zostały poszerzone podczas eksploatacji szpatu. W północnej ścianie powyżej 2,5-metrowego progu i charakterystycznego skalnego mostu znajduje się rura krasowa. Miejsce jest niebezpieczne; w ciemności, lub w razie poślizgnięcia się na mokrych liściach, śniegu lub błocie można wpaść do studni. Przewieszone ściany uniemożliwiają wyjście.
Schronisko powstało w wapieniach z jury późnej. Niewielkie stalaktyty i polewy naciekowe znajdują się tylko na przewieszonej, zachodniej ścianie studni. Studnia jest w całości oświetlona rozproszonym światłem słonecznym i sucha. Jej dno zawalone jest wapiennym gruzem aż do spągu.
Schronisko po raz pierwszy opisali K. Mazik i Z. Lorek w 1979 r. Plan sporządzili K. Mazik i A. Kozowicz.
W skałach Dudnika znajdują się jeszcze: Jaskinia w Dudniku, Jaskinia między Studniami, Jaskinia Zawał, Komin Prawej Nogi Baby, Pochylnia Lewej Nogi Baby i Studnia Szpatowców.

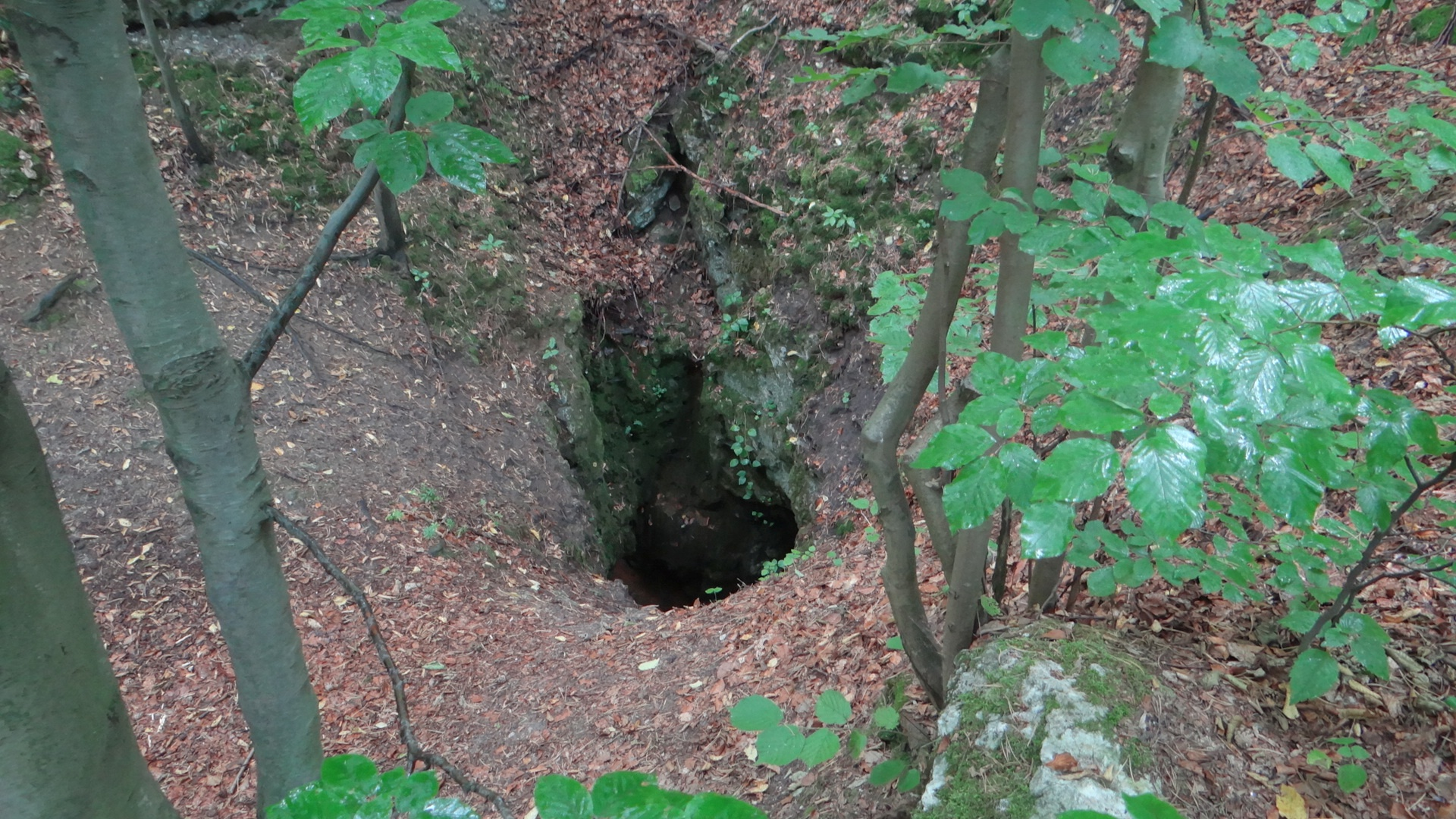
Otwór studni